# تاريخ العلوم الزراعية

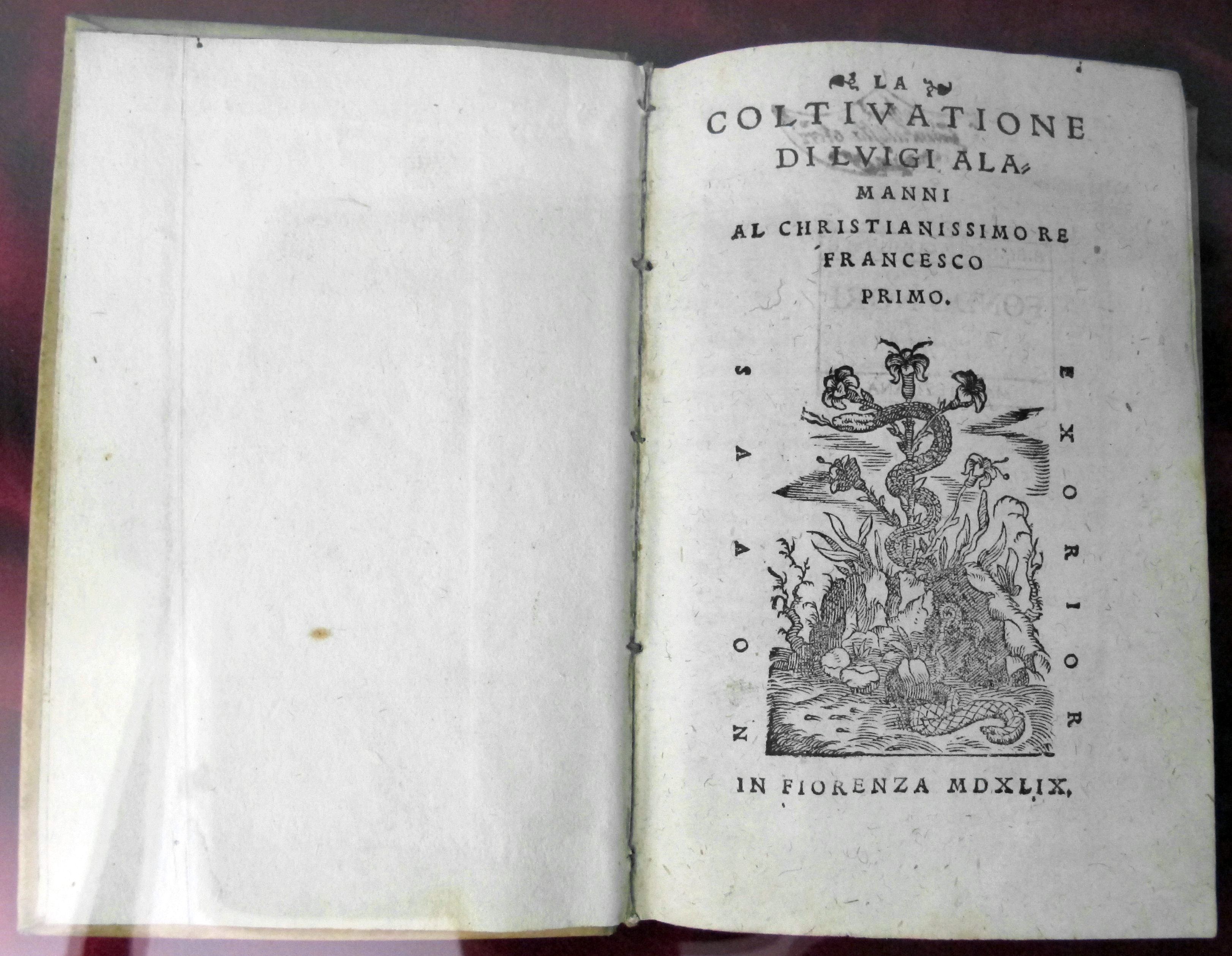

تاريخ العلوم الزراعية هو حقل فرعي من تاريخ الزراعة الذي ينظر إلى التقدم العلمي لتقنيات وفهم الزراعة. استمرت الدراسة المبكرة للإنتاج العضوي في الحدائق النباتية مع محطات التجارب الزراعية في العديد من البلدان.
الأسمدة هي مساهمة كبيرة في تاريخ الزراعة مما يزيد من خصوبة التربة ويقلل من فقدان المغذيات. تم تطوير الدراسة العلمية للأسمدة بشكل ملحوظ في عام 1840 مع نشر "Die organische Chemie in ihrer Anwendung auf Agrikulturchemie und Physiologie" (الكيمياء العضوية في تطبيقاته على الزراعة وعلم وظائف الأعضاء) بقلم يوستوس فون ليبيغ. أحد التطورات التي حققها ليبيغ في العلوم الزراعية هو اكتشاف النيتروجين كمغذيات نباتية أساسية.